# Raffaele Cutolo
Raffaele Cutolo (4 de novembro de 1941 - 17 de fevereiro de 2021), também conhecido por O professore, era um criminoso italiano e foi o líder do Nuova Camorra Organizzata, uma poderosa organização camorrista fundada pelo próprio Cutolo.

## Primeiros anos
Raffaele Cutolo nasceu a 4 de novembro de 1941 na pequena cidade de Ottaviano, na província de Nápoles. Ele era filho de Michele Cutolo, um fazendeiro e de Carolina Ambrosio, quem era lavadeira. Depois de terminar a escola primária, trabalhou como artesão local até os 18 anos. Então Cutolo começou no mundo criminoso com pequenos furtos e extorsão. Em fevereiro de 1963, Cutolo matou um homem chamado Mario Viscito em uma luta e 3 dias depois foi preso na prisão de Poggioreale. Pelo crime, inicialmente Cutolo foi condenado à prisão perpétua, mas sua sentença foi reduzida para 24 anos. E ali, na prisão, começou o sonho de tornar-se chefe da Camorra.

## Nuova Camorra Organizzata
Em outubro de 1974, Cutolo da prisão de Poggioreale criou Nuova Camorra Organizzata (NCO) para unir os clãs da Camorra sob sua liderança porque se inspirou em máfias verticais como Ndrangheta e Cosa Nostra. Em 1977, preso em Poggioreale fingiu locura e foi transferido para um hospital psiquiátrico, onde escapou em 1978. Durante sua fuga, ele estabeleceu alianças com outras organizações como lá Banda della Magliana e Ndrangheta. La fuga de Cutolo terminou em 15 de maio de 1979, quando foi detido em Salerno. Desta vez, Cutolo ficará preso até seu morte em 2021, o seja, 42 anos

## Guerra do Camorra, ruína e morte
Os anos 1980, os clãs tradicionais da Camorra como Michele Zaza, os Nuvolettas, os Casalesi, Carmine Alfieri fundaram a Nuova Famiglia e então foi provocada uma guerra que deixou 1.050 mortos entre 1980-83. Nesta guerra, o NCO foi perdedor e o NF foi vencedor. 
Em abril de 1981, o político napolitano Cirillo foi sequestrado e depois libertado graças à intervenção de Cutolo.. Mas abril de 1982, o então presidente Sandro Pertini ordenou que Cutolo fosse transferido para a prisão de Asinara, em prisão solitária. ruína de Cutolo ocorreu porque seu rival do NF Carmine Alfieri matou seus 2 conselheiros: Alfonso Rosanova e Vincenzo Casillo. Ele sofre 4 condenações perpétuas. Seu filho Roberto foi morto em 1990 e sua irmã Rosetta foi presa em 1993 e este foi o fim do Nuova Camorra Organizzata. Da prisão casou-se com Immacolata Iacone, com quem pediu outro filho (filha obtida em 2007).
Cutolo morreu de septicemia em 17 de fevereiro de 2021 na prisão de Parma.